# ميريماك (نيوهامشير)
ميريماك (بالإنجليزية: Merrimack, New Hampshire)‏ هي بلدة أمريكية تقع في الولايات المتحدة في هيلسبوروغ. يقدر عدد سكانها بـ 25,494 نسمة ومساحتها 86.6 كم2 وترتفع عن سطح البحر 55 متر.

## أعلام
- فورست شيرمان
- تيم شالر